# Ерванд III
Ерва́нд III (арм. Երվանդ Գ.) — царь Армении (321—260 годах до нашей эры). 
В царствование Ерванда III столица была перенесена из Армавира в Ервандашат в 302 до н. э.. Ерванд III боролся за контроль над сатрапией Софена с царем Антиохом II Теосом до того как потерпел поражение в 272 до н. э. и был вынужден заплатить большую дань в размере 300 талантов серебра и 1000 лошадей и мулов. Ерванд III был убит в 260 до н. э., по инициативе царя Антиоха II. Его сын Сам I продолжал править в Софене.